# 창덕궁 금호문

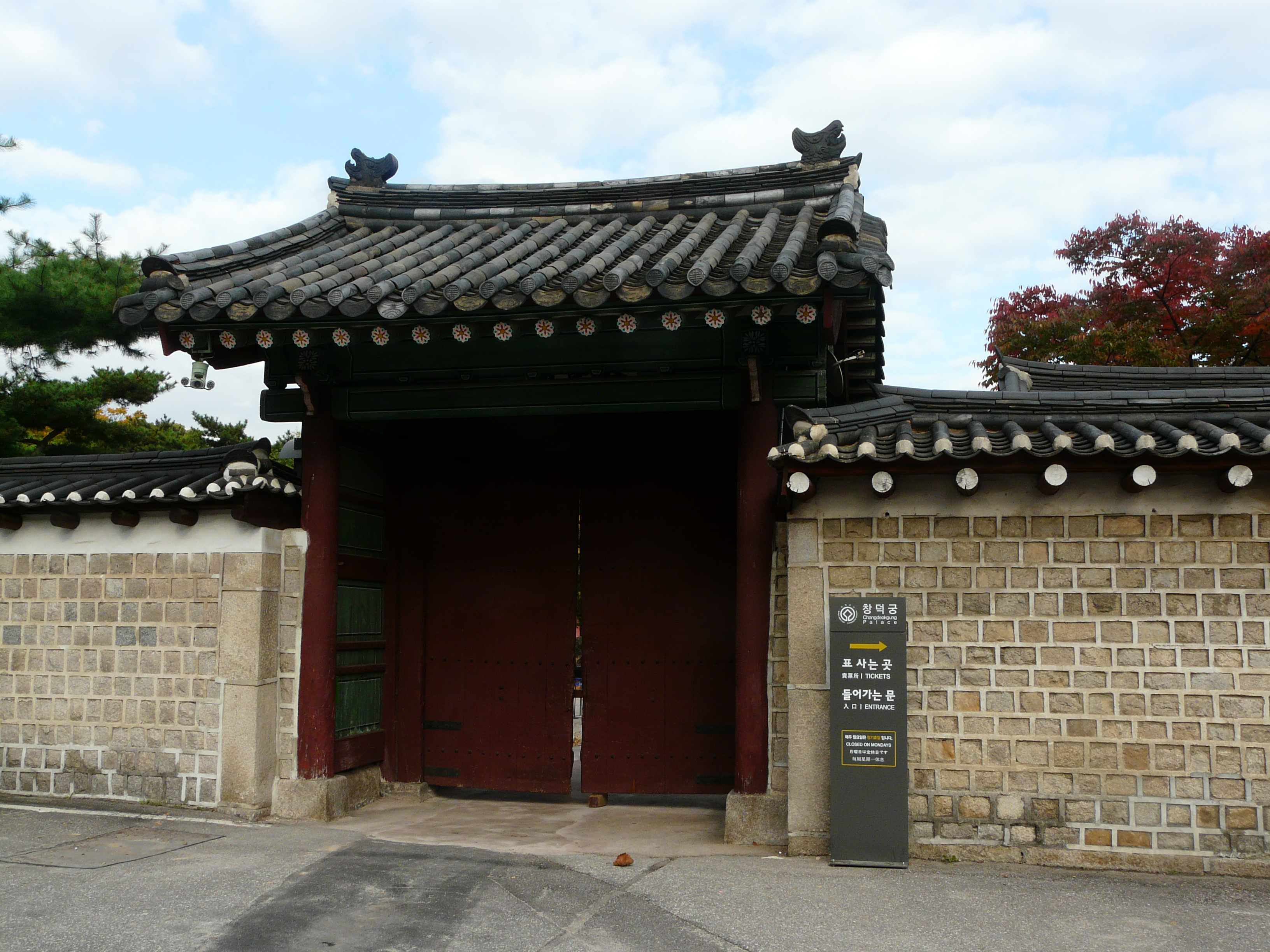
닫힌 금호문

금호문(金虎門)은 창덕궁의 서남편에 위치한 문이다. 돈화문의 서쪽 행랑 구역에 위치하여 서행랑문(西行廊門)이라고도 하였다. 성종 6년(1475년) 서거정이 이름을 짓고, 성임이 편액을 썼다. 오행 사상에서 서쪽을 가리키는 원소인 금(金)과 짐승인 백호의 호(虎)를 가져와 이름을 지은 것이다.

## 구조 및 기능
정면 1칸, 측면 2칸으로 솟을 대문 양식이다. 홑처마에 맞배지붕이고, 용마루 양쪽 끝에는 용두를 놓았다. 돈화문은 사헌부 관원이, 단봉문은 내시부 중관이 출입하는 것과 대조적으로 금호문은 조정의 관리들이 출입하는 용도로 사용되었다.

## 사건
인조반정 당시 반군들이 창의문을 지나 금호문을 통해 창덕궁 궐내로 진입했다. 당시 금호문의 수문장이었던 박효립이 문을 열어주었다.
일제강점기인 1926년에는 송학선 의사가 사이토 마코토 총독의 암살을 시도한 사건인 금호문 의거가 이 앞에서 일어났다.

## 주해
1. ↑   西方金也, 其帝少昊, 其佐?收, 執矩而治秋, 其神爲太白, 其獸白虎, 其音商, 其日庚辛.

 

서방은 금(金)이다. 임금으로는 소호(少昊)이고 … 신으로는 태백(太白)이며, 짐승으로는 백호요, 음으로는 상(商), 날로는 경신(庚辛)일에 해당한다.

 — 《회남자》 〈천문훈〉